# Ministère de l'Armée
Le ministère  de l'Armée (en espagnol : Ministerio del Ejército) est le département ministériel chargé de l'armée de terre espagnole sous la dictature franquiste.

## Histoire
À la fin de la guerre d'Espagne, le général Franco créé en 1939 par décret un département ministériel spécifique à l'armée de terre espagnole. Il existe jusqu'à la création le 5 juillet 1977 du Ministère de Défense par le décret royal 1558/77, pris dans le cadre de la formation du deuxième gouvernement d'Adolfo Suárez et qui intègre également les ministères de l'Air et la Marine.
Il trouve ses origines dans le ministère de la Guerre (Ministerio de la Guerra), créé en 1851 et dissous en 1937. En 1938, le premier gouvernement de l'État franquiste institue le ministère de la Défense nationale (Ministerio de Defensa Nacional), confié au commandant de l'Armée du Nord, Fidel Dávila Arrondo. Il regroupe les trois branches des Forces Armées: Armée, Marine et Aviation. Il disparaît cependant le 8 août 1939, quand apparaissent les ministères de l'Air, de l'Armée, et de la Marine. Le 22 septembre, la structuration organique du ministère de l'Armée est publiée.
Au fil du temps, ce ministère va être qualifié de « géant bureaucratique » (gigante burocrático), restant totalement imperméable aux évolutions de la société,. Tout au long de la dictature, il est apparu comme un organisme lent, sans aucun critère administratif standardisé et unifié en raison des contradictions internes de ses divers départements et des compétences multiples de chacun d'entre eux. L'inefficacité administrative du ministère était arrivé à un point tel qu’il y avait des problèmes de coordination entre les régions militaires. Il avait fini par devenir un lieu de corruption et de népotisme, où les services rendus au régime franquiste permettaient d'obtenir un poste ou une fonction administrative,.

## Organisation
Au 22 septembre 1939 le ministère s'organise de la façon suivante :
- État-major de l'armée de terre
- Secrétariat général ;
- Direction générale de l'Enseignement militaire ;
- Direction générale du Recrutement et du Personnel ;
- Direction générale de l'Industrie et du Matériel ;
- Direction générale des Transports ;
- Direction générale des Services ;
- Direction générale des Mutilés de guerre pour la patrie ;
- Inspection générale des Fortifications
- Inspection générale de la Garde civile et des Carabiniers
- Conseil supérieur de l'Armée
- Conseil suprême de la Justice militaire

Le nouveau Conseil suprême de la Justice militaire reprend les fonctions et les compétences de l'ancien Conseil suprême de la Guerre et de la Marine, disparu pendant la Seconde République à la suite de la loi Azaña. Les pouvoirs de cette nouvelle instance judiciaire ne se limitent pas uniquement à l'armée, mais également à la marine et à l'armée de l'air. En outre, cela implique le rétablissement complet du Code de justice militaire de 1890.
Dans le cas de la Garde civile, elle est soumise au ministère de l'Armée « pour tout ce qui concerne son organisation, sa discipline, son matériel et son personnel », mais elle dépend aussi du ministère de l'Intérieur et du ministère des Finances.

## Titulaires

### Dictature franquiste
| Nom | Nom                              | Portrait                             | Mandat              | Mandat              | Parti politique    | Gouvernement                        | Gouvernement |
| --- | -------------------------------- | ------------------------------------ | ------------------- | ------------------- | ------------------ | ----------------------------------- | ------------ |
|     | José Enrique Varela              |                                      | 9 août de 1939      | 3 septembre de 1942 | Mouvement National | II Gouvernement de Francisco Franco |              |
|     | Carlos Asensio Cabanillas        |                                      | 3 septembre de 1942 | 20 juillet de 1945  | Mouvement National | II Gouvernement de Francisco Franco |              |
|     | Fidel Dávila Arrondo             |                                      | 20 juillet de 1945  | 19 juillet de 1951  | Mouvement National | Franco III                          |              |
|     | Agustín Muñoz Grandes            |                                      | 20 juillet de 1951  | 25 février de 1957  | Mouvement National | Franco IV                           |              |
|     | Antonio Barroso y Sánchez Guerra |                                      | 25 février de 1957  | 10 juillet de 1962  | Mouvement National | Franco V                            |              |
|     | Pablo Martín Alonso              |                                      | 10 juillet de 1962  | 11 février de 1964  | Mouvement National | VI Gouvernement de Francisco Franco |              |
|     | Pedro Nieto Antúnez              |                                      | 11 février de 1964  | 20 février de 1964  | Mouvement National | VI Gouvernement de Francisco Franco |              |
|     | Camilo Menéndez Tolosa           |                                      | 11 février de 1964  | 29 octobre de 1969  | Mouvement National | VI Gouvernement de Francisco Franco |              |
|     | Camilo Menéndez Tolosa           | VII Gouvernement de Francisco Franco | 11 février de 1964  | 29 octobre de 1969  | Mouvement National |                                     |              |
|     | Juan Castañón de Mena            |                                      | 29 octobre de 1969  | 11 juin de 1973     | Mouvement National | Franco XII                          |              |
|     | Francisco Coloma Gallegos        |                                      | 11 juin de 1973     | 11 décembre de 1975 | Mouvement National | Luis Carrero Blanc                  |              |
|     | Francisco Coloma Gallegos        | Torcuato Fernández-Miranda           | 11 juin de 1973     | 11 décembre de 1975 | Mouvement National |                                     |              |
|     | Francisco Coloma Gallegos        | Arias I                              | 11 juin de 1973     | 11 décembre de 1975 | Mouvement National |                                     |              |
|     | Francisco Coloma Gallegos        | Arias II                             | 11 juin de 1973     | 11 décembre de 1975 | Mouvement National |                                     |              |

### Transition espagnole
| Nom | Nom                             | Portrait | Mandat              | Mandat            | Parti politique    | Gouvernement | Gouvernement |
| --- | ------------------------------- | -------- | ------------------- | ----------------- | ------------------ | ------------ | ------------ |
|     | Félix Álvarez-Sables et Pacheco |          | 11 décembre de 1975 | 4 juillet de 1977 | Mouvement National | Arias III    |              |
|     | Félix Álvarez-Sables et Pacheco | Suárez I | 11 décembre de 1975 | 4 juillet de 1977 | Mouvement National |              |              |